# خرافات به‌مثابه ایدئولوژی در سیاست ایرانیان
خرافات به‌مثابه ایدئولوژی در سیاست ایرانیان: از مجلسی تا احمدی‌نژاد کتابی از علی رهنما است که نویسنده در آن نقش خرافات در سیاست ایران را بررسی می‌کند.

## محتوای کتاب
کتاب از مطالعهٔ خرافات در رفتار سیاستمداران ایرانی معاصر محمود احمدی‌نژاد و شاه شروع می‌شود و سپس به ریشه‌یابی تاریخی این نوع خرافات پرداخته، به نقش اساسی محمد باقر مجلسی در مذهب شیعه کنونی می‌پردازد.

### نقش مهم مجلسی در شیعه کنونی
وی می‌گوید مجلسی با انتشار گسترده نوشته‌های خود به زبان فارسی بیشترین نفوذ را در شکل‌گیری شیعه و باورهای مردم ایران داشته‌ است.
تا جایی که برخی شیعه را مذهب مجلسی دانسته‌اند.

### خرافات مجلسی
نمونه‌های بسیاری را از کارهای مجلسی به عنوان رواج خرافات بیان می‌کند. به عنوان مثال، مجلسی می‌نویسد: «کسی که پنج‌شنبه یا دوشنبه ناخن‌های خود را کوتاه کند، از درد دندان یا چشم‌درد در امان می‌ماند.»

### نقش مجلسی در تأسیس تشیع صفوی[۴]

#### دین دولتی
آموزه‌های او بدون راستی‌آزمایی و موشکافی به واجبات یک دین دولتی تبدیل شدند. کتاب‌های او هدف دوگانه‌ای را دنبال می‌کردند. یکی تلقین حقانیت شیعه به عامه مردم و دیگر ساخت تدریجی یک مذهب رسمی دولتی که در آن توصیه‌ها و تنبیه‌ها از نظر قانونی و سیاسی لازم‌الاجرا بودند.
مجلسی در پی تدوین دین دولتی بر اساس تصوّرات خود، محیط مذهبی بسته و انعطاف‌ناپذیری را ایجاد می‌کند که در آن شیعی وارسته خود را ناگزیر می‌داند که از سخنان او به گونه‌ای پیروی کند که گویی از مبانی دین است.

#### رواج احساسات ضد سنّی
در حالی که از نظر تاریخی، عمر دومین خلیفه امّت اسلامی است، مجلسی او و همهٔ کسانی که او را مسلمان می‌دانند، کافر می‌داند و احساسات ضد سنّی را که قبلاً توسط صفویان دامن زده شده بودند، به جزء لاینفک تشیع صفوی تبدیل می‌کند.
از نظر مجلسی، سرچشمه‌های واقعی «مکروه، شر، کفر، گناه و معصیت» ابوبکر، عمر و عثمان هستند که باید مسئولیت تداوم کفر و گناه در زمین را نیز بر عهده بگیرند. در گزارش‌های منسوب به ائمه، مجلسی استدلال می‌کند که «پیروان ابوبکر، عمر و عثمان به جهنّم می‌روند.»
مجلسی گفت: «حاکمان باید شیعه بوده و به شرایع مذهب تشیع پای‌بند باشند و چون صفویه مروّج مذهب شیعه می‌باشد، قابل تقدیرست.» شاه را به سرکوب و کشتار مخالفان از جمله اهل سنّت ترغیب می‌کرد و اختلافات و دشمنی بین طوایف و قشرهای مردم را در پی داشت، چنان‌که پس از او، اختلافات مذهبی موجب قدرت‌یابی افاغنه شد.
وی کتابی نوشت به نام رساله تعیین روز قتل عمر و فضائل نهم ربیع الاول که در آن عمر ابن خطاب را معلون می‌نامد و از قول امام محمد نقی می‌گوید روز قتل عمر روز عید است.
وی می‌گوید در کفر عمر ابن خطاب شکی نیست و کسانی که او را مسلمان می‌دانند نیز کافر هستند.
در کتاب عین‌الحیات می‌گوید: جابلقا شهری است در غرب با هفتاد هزار سکنه که همه پاک و مذهبی هستند و هیچ کاری نمی‌کنند به‌جز لعنت کردن عمر و ابوبکر و صلوات فرستادن.

#### رواج عقاید فرعی به عنوان عقاید اساسی
در حالی که شعائر و مناسک واجب متعارف اسلام رایج است، بر برخی از مناسک فرعی به عنوان وجه تمایز تشیع تأکید می‌کند. برای مثال، با ارتقای اهمیت مجالس عزاداری به مقام «اعظم الطاعات و اشرف القرابات» و وسیلهٔ نیل به «سعادت»، مجموعهٔ جدیدی از واجبات الزام‌آور اعتقادی را بیان می‌کند.
وی از شرکت در مجالس عزاداری و ضجّه زدن برای شهادت ائمه به عنوان «عبادات عالی» و عالی‌ترین وسیله برای تقرّب به خدا یاد می‌کند و اهمیت آن را به اندازهٔ نمازهای واجب در اذهان شیعیان جا می‌اندازد. با گذشت زمان، تشیع ایرانی به‌طور فزاینده‌ای با مناسک فرعی شناسایی می‌شود که در نتیجهٔ ترویج اجباری مجلسی از آن‌ها به‌عنوان اصول اساسی شیعه، جنبهٔ اجباری پیدا کرده‌اند.
مجلسی بر ایجاد یک تشیع احساسی در میان مردمی متمرکز شد که به سختی قادر به تشخیص واجبات اصلی دین از توصیه‌ها بودند. روایات کتاب جلا العیون او، ادّعا می‌کنند که دستورات آن اگر در جلسات عزاداری به دقّت رعایت شوند، شانس رستگاری را افزایش می‌دهند.

#### ایدئولوژی مجلسیزم
مجلسی با استفاده و سوءاستفاده از احادیث، عوام را متقاعد می‌کند که از تحقیقات فکری، اجتماعی و سیاسی کناره‌گیری کنند و همهٔ جوانب امور خود را به صاحب‌نظران احادیث واگذار کنند. توصیه‌های دینی قوی مجلسی تقریباً در هر حوزه انسانی قابل تصوّر، شکل ایدئولوژی به خود می‌گیرد که شیعه را به کنار گذاشتن استدلال مستقل ابتدا در حوزه‌های دینی و سپس در سیاست دعوت می‌کند. فراخوان او از شیعه برای کنار گذاشتن تفکّر مستقل و پذیرش تقلید کورکورانه از فقهای شیعی نه تنها زمینهٔ فکری یک ایدئولوژی تمامیت‌خواه بلکه زمینه را برای استقرار یک نظام سیاسی مطلقه مبتنی بر خرافات فراهم می‌کند. مجلسی ایدئولوژی خرافی خود را در انتخاب احادیث پایه‌ریزی می‌کند. او به نام حقایق غیرقابل نفی دینی که مدّعی است از ولایت ائمه و پیامبر است، پیوسته عقل‌گرایی و تفکّر مستقل را نفی می‌کند.

##### چهار رکن ایدئولوژی مجلسیزم
اوّل اینکه ذهن عوام ناقص است.
دوم اینکه برای رسیدن به سعادت جامعه، نیاز به حکومت فقها و/یا پادشاهان اسلامی وجود دارد.
سوم اینکه روابط علّی معلولی خرافی و غیرعقلانی جزئی از روایات شیعه است.
چهارم اینکه عقاید و مناسک شیعه را مجلسی تعریف می‌کند

##### پر کردن ذهن عوام
وی ذهن عوام را با دو نوع اطلاعات پر می‌کند:
اول دستورالعمل‌هایی در مورد نحوه انجام فعالیت‌های روزمره و رفتار شخصی به مردم ارائه می‌دهد.
دوم مردم را از عقاید و شعائر صحیح دینی آگاه می‌سازد.

#### نظریه مجلسی در مورد ولایت در دوران غیبت
مجلسی در رساله فیلسوفان، اصولیون و صوفیه، موضع فیلسوفان (حکما) و استفاده مستقل از استدلال به عنوان ابزاری برای کشف حقیقت و تشخیص خیر و شر را رد می‌کند.
او استدلال می‌کند که همه امور، اعم از معنوی و دنیوی، طبق قرآن باید در زمان پیامبر به وی و پس از پیامبر، طبق دستور او، همه امور دنیوی و معنوی باید به قرآن و اهل بیت یا ائمه رجوع شود… در نهایت دوران غیبت می‌پردازد و معتقد است بر اساس دستور صریح ائمه، مردم باید با پیروی از محدثین از احادیث استفاده کنند؛ بنابراین، مجلسی در رابطه با نظریه دینی-سیاسی حکومت و رهبری، معتقد بود که در غیبت امامان معصوم، حقیقت و هدایت را باید از محدثین جستجو کرد.

#### چاپلوسی شاهان
مجلسی در مقدمه کتاب‌های حق الیقین، جلا العیون، حلیة المتقین و زاد المعاد، به شاهان صفوی بیش از حد ادای احترام می‌کند و آنها را چاپلوسی می‌کند. حدود ده سال از شروع سلطنت شاه سلیمان گذشته که می‌نویسد در نتیجه عدالت شاه «غم و اندوه در ذهن مردم نادر شده‌است»
وی می‌نویسد کسانی که اوقات خود را در مساجد می‌گذرانند، فقط برای «بقای حکومت او» دعا می‌کنند. با توجه به حکومت عموماً بی‌دین، ضعیف و فاسد شاه سلیمان، ارزیابی مثبت مجلسی از سلطنت را تنها می‌توان به منزله چاپلوسی خودخواهانه دانست.
شاه سلیمان یک زن باز بی کفایت الکلی بود که علناً دختران جوان را می‌دزدید تا حرمسرای خود را پر کند. سلطنت او به عنوان یکی از بدترین دوره‌های صفوی به تصویر کشیده شده‌است که با بحران‌ها، هرج و مرج، سوء مدیریت، فساد گسترده، نارضایتی مردم مشخص می‌شود. در پیشگفتار حق‌الیقین، آخرین کتاب او به فارسی که یک سال قبل از مرگ نوشته‌است، از شاه سلطان حسین به عنوان «ارباب و سرور همه پادشاهان» و کسی که «فرمانده لشکری از فرشتگان است» تجلیل می‌کند. مجلسی، شاه را «مظهر فیض الهی»، «سلطان عادل» و «سایه خدا» توصیف می‌کند و دعا می‌کند که سلطنت او تا ظهور امام زمان ادامه یابد.
مجلسی به روایت منسوب به یکی از ائمه اشاره می‌کند که پیش‌بینی کرده گروهی از مشرق مردم را دعوت می‌کنند و به نام ایمان واقعی (شیعی) جهاد می‌کنند. گفته می‌شود که این گروه سلسله ای تشکیل می‌دهند که تا زمانی که قدرت را به امام دوازدهم بسپارند ادامه خواهد داشت. مجلسی پس از بیان این گزارش می‌گوید که بر عقلا مشهود است که این سلسله صفوی بوده که از شرق آمده و مردم را دعوت کرده و به نام ایمان راستین جهاد کرده‌است.

#### حفاظت از موقعیت شاهان
مجلسی در اولین کتاب فارسی خود به نام «عین الحیات» زمینه را برای تبیین موقعیت تسخیرناپذیر شاه شیعه فراهم می‌کند. از نظر شرعی بر اهالی ایران به عنوان تابعان شیعی شاه است که از او پیروی کنند و از هرگونه مخالفت با وی خودداری کنند.
مجلسی سه دلیل را مطرح می‌کند.
۱-ابتدا به گزارشی منسوب به یکی از ائمه اشاره می‌کند که بر اساس آن، هنگامی که حضرت ابراهیم (ع) جلوتر از نمرود حرکت کرد، از جانب خداوند وحی به او رسید که در پشت سر او حرکت کند. از این گزارش مجلسی استنباط می‌کند که مردم ملزم به احترام و ادب نسبت به پادشاه هستند، هر چند غیرمسلمان، کافر و ظالم باشد.
۲- مجلسی گزارش‌های منسوب به پیامبر را تداعی می‌کند تا ثابت کند که اطاعت بی چون و چرا و مطلق از پادشاهان نه تنها امری خداپسندانه و دستوری است، بلکه امنیت شخصی فرد را بیشتر تأمین می‌کند و از خشم شاه دوری می‌کند. مجلسی بر اساس این گزارش‌ها معتقد است که مردم نباید پادشاهان خود را تحقیر کنند، با آنها مخالفت کنند و با آنها مبارزه کنند. مجلسی معتقد است که دشمنی و مقاومت در برابر پادشاهان برای مخالفان آنها بدبختی و سختی خواهد آورد. مجلسی برای مخالفت با شاهان مجازات‌های مذهبی را نیز تعیین می‌کند. وی به روایتی منسوب به پیامبر اشاره می‌کند: «کسی که از اطاعت پادشاهان امتناع کند، خدا را نافرمانی کرده‌است».
۳-مجلسی تلاش می‌کند نشان دهد که آنچه پادشاهان انجام می‌دهند خواست خداست. او می‌نویسد که خداوند پادشاهان را «آزمایش» کرده و سپس به آنها «حق غلبه و حکومت» را به عنوان پادشاه داده‌است. مجلسی استدلال می‌کند که در واقع اگر پادشاهان ظالم یا ستمگر باشند به این دلیل است که خداوند اراده کرده‌است. به عنوان مجازات مردم برای گناهان و نافرمانی آنها؛ بنابراین، پادشاهان ظالم، به اندازه عادلان، ابزار خدا هستند. پس جامعه موظف است هر شرط اجتماعی و سیاسی را که بر آن تحمیل می‌شود منفعلانه بپذیرد.

## ترجمهٔ فارسی
نسخهٔ فارسی این کتاب با ترجمهٔ فرهاد مهدوی از سوی نشر مهری در لندن منتشر شده‌است.

## نقد
این کتاب در مطالعات ایرانشناسی و آرشیو علوم اجتماعی ادیان نقدهای مثبتی دریافت کرده‌است.